# HD 69589
HD 69589，又名BD-20 2467，SAO 175497、HR 3255，是一颗恒星，视星等为6.6，位于銀經241.8，銀緯7.83，其B1900.0坐标为赤經8h 12m 30s，赤緯-21° 7.83′ 44″。